# Yadua Tabu
Yadua Tabu (janˈdua ˈtambu) är en vulkanisk  liten ö i Fiji, en outlier till Vanua Levu, och alldeles söder om den större ön Yadua.  Yadua Tabu täcker ett 0,7 kvadratkilometer stort område och har en högsta höjd på 100 meter. Yadua Tabu är ett skyddad område för Fijikamleguanen (Brachylophus vitiensis), och har även en sträng av torr littoralt skogsbruk, som nästan helt försvunnit i resten av Fiji.  Att landstiga är strängt förbjudet. 1979, skyddade Fijis regering ön när iguanapopulationen upptäcktes.
Sedan 26 oktober 1999 är ön uppsatt på Fijis tentativa världsarvslista.